# Avernakø
Avernakø er en ø i det Sydfynske Øhav. Øen dækker et areal på 5,9 km² og er en del af Faaborg-Midtfyn Kommune. Avernakø er karakteristisk med den langstrakte form og det stærkt kuperede terræn. Øen er ca. 8 km lang og har 121 indbyggere. 
Øen der oprindeligt hed Ar-nache, (Ar = ørn, nache = nakke/sted: "Hvor ørnen bor") var indtil 1937 to øer, dog forbundet med en ca. 700 meter lang, smal landtange mellem Avernak og Korshavn. Mange mennesker har før i tiden lidt druknedøden, når de ville forcere drejet i stormvejr. Under den økonomiske krise i 1930'erne blev der som led i beskæftigelsesarbejdet anlagt en dæmning mellem de to øer og dermed en sikker farbar vej. 
Landskabet på Avernakø har igennem historien været præget af mindre landbrug med små marker og talrige vandhuller. Efter at de mange små kvægbrug forsvandt, blev markdriften overvejende ændret til kornproduktion.
Gennem de seneste år er der især kommet flere børnefamilier til. Avernakø skole er dog nedlagt, og øens børn må derfor sejle med færgen til i skolen i Fåborg. 
Avernakø Kirke, der blev indviet 1542, var oprindelig et bindingsværkshus af munkesten og marksten. Fra 1631 til ca. 1670 gennemførtes en større ombygning af kirken, og i 1876 fik kirken sin nuværende form med klokketårn. I 1913 overgik kirken fra Hvidkilde til Avernakø menighed. To malmstager på alteret er de ældste genstande, der stod i den oprindelige trækirke. Maleriet på altertavlen er en kopi af Tizianos Skattens Mønt. Læs mere om Avernakøs historie på øens hjemmeside .
Avernakø er kendt for at have bevaret Majtræet, der er et gammelt frugtbarhedssymbol – en bøn til guderne om at få en god høst på marken. Pinselørdag rejses majtræet, som også fungerer som øens officielle flagstang.

## Historie
Øen opstod for 15.000 år siden af aflejringer, som gletsjeren fra den sidste istid efterlod på vej ned over det skandinaviske højfjeld. Fund af tre stendysser og stenalderredskaber fortæller, at øen var beboet for ca. 5000 år siden
Avernakø omtales første gang i 1232 i Kong Valdemars Jordebog som "Wæstræ Draghø". 1473 kaldte man øen "Arnacke", der i 1687 blev til "Auernacheroe", for i 1890erne at blive ændret fra Auernakø til det nuværende Avernakø. Korshavn omtales første gang i 1473 i en liste over de kongelige pantsætninger, som opbevares i Rigsarkivet.
Den 31. oktober 1536, udstedte Christian 3. et kongebrev, der oprettede Avernakø som et selvstændigt sogn med ret til at ansætte egen præst og og ret til at søge om tilladelse til at bygge egen kirke. Kongebrevet til Avernakø er opbevaret i Rigsarkivet. 
I 1542 blev Avernakø Kirke indviet. Kirken var den første kirke, der blev givet tilladelse til at bygge efter reformationen. 
16. april 1685 fandt en bonde på en mark i Munke seks offerskåle af guld. Fem af de seks guldskåle er i dag udstillet på Nationalmuseet. 
1937 blev der over landtangen mellem Avernak og Korshavn anlagt en vej. Før i tiden kunne det være livsfarligt at forcere Drejet i stormvejr. Stenene fra to ikke fredede skibssætninger, "Høje Stene", ved drejet på Korshavnsiden blev brugt til anlæggelsen af vejen. 1981 blev skibssætningen udgravet, og der blev afdækket en grav fra omkring år 1000.

## Natur
Øen har en rig fauna med fasaner og harer, men måske er øen mest berømt for sin klokkefrø. Bestanden var i 1988 nede på ca. 20 individer. Fra 1988 til 1991 blev der indsamlet klokkefrøæg på Avernakø til opdræt og genudsætning på øen – for at redde bestanden. Bestanden er i dag på ca. 150 klokkefrøer, som lever i både markvandhuller og gadekær. Den vestlige del af Avernakø er udpeget som Natura 2000-område nr. 125 ligesom 11 vandhuller i 1956 blev fredet  med henblik på at bevare  bestanden af de sjældne klokkefrøer.
Der er færgeforbindelse fra Faaborg og Lyø.